# 伯德埃波起义
伯德埃波起义是指苏联及阿富汗共和国战俘于1985年4月26日在巴基斯坦伯德埃波发动的起义，以对抗由阿富汗圣战者协同的巴基斯坦正规军。使战俘获得自由的计划失败了，在对伯德埃波为时两天的炮击中，所有战俘被击毙。

## 背景
距白沙瓦24公里的伯德埃波难民营是阿富汗反抗苏联统治的叛军的一个军事训练中心。美国、巴基斯坦、中国和埃及都派教官来监督他们的训练。伯德埃波隶属阿富汗伊斯兰促进会——苏联统治的一个有影响的反对者。 
1983-1984年，一些苏联和DRA的战俘被叛军扣押在这个基地。他们被迫从事采矿和装载弹药等繁重的劳役。到1985年，已有25名苏联人、60名阿富汗人被监禁在伯德埃波.
在监禁期间囚犯们被禁止与阿富汗苏联人联系，犯此条者被处以鞭刑。

## 起义
1985年4月26日，大约下午6点，一群战俘武装起事。他们利用只有2名圣战者看管他们的时机展开行动，这时其他人都在操场晚祷。战俘们穿过军械库，拿掉武器弹药试图逃走。
卫队头目海斯特·戈尔发现了情况，拉响了基地的警报。他采取各种措施阻止战俘逃跑。战俘们被迫呆在基地内，夺取了堡垒的关键地点。圣战者派遣对及巴基斯坦陆军的步兵、坦克、炮兵部队很快封锁了堡垒，并尝试重新夺回堡垒，但被战俘们击退。
伊斯兰促进会领导人布尔汉努丁·拉巴尼于下午9点赶到基地，开始谈判。他许诺若战俘们投降则饶恕他们的性命。战俘们再次要求会见苏联或阿富汗大使以及红十字会代表。他们说此条件无法满足，则炸毁军械库。拉巴尼拒绝了这些要求，整晚加紧进攻。
到1985年4月27日早晨八点，拉巴尼躲过了火箭弹的攻击，但他的卫队由于榴弹攻击伤亡惨重。拉巴尼决定全力以赴进攻堡垒，尽快结束战斗。他调动炮兵，尤其是由9K51 Grad火箭弹的部队，坦克，甚至巴基斯坦空军的直升机。
起事如何结束时有争议的。一些人说一枚炮弹击中军械库，导致大爆炸。一系列爆炸夷平了监狱。三个幸存者被拖到墙边用三颗手榴弹炸死。
其他资料称是战俘们明白了战斗不会有好结果，自己炸毁了军械库。